# Очіров Уташ Улазганович
Уташ Улазганович Очіров (червень 1911, хотон Нюкн, Астраханська губернія — 1994, Еліста) — калмицький учений, педагог, перекладач, фахівець з калмицької і російської порівняльної лінгвістики, калмиковед, один з організаторів вищої освіти в Калмицькій АРСР. Заслужений вчитель Калмицької АРСР.

## Біографія
Уташ Очіров народився в червні 1911 року в бідній багатодітній сім'ї.
З раннього дитинства виховувався у свого дядька Бокто Очірова, який пізніше організував кінський колгосп № 8 і був заступником голови ЦВК Калмицькій АРСР. Потім виховувався в Астраханському дитячому будинку № 4. Навчався в школі селянської молоді, після закінчення якої став завідувачем загального відділу Ікіцохурівського райкому ВКП(б).
У 1930 році вступив на калмицьке історико-філологічне відділення і кафедру калмиковеденя педагогічного факультету Саратовського університету. З червня 1933 року по вересень 1934 працював завідувачем Приморського райОНО Калмицької автономної області. З вересня 1934 року по серпень 1935 був директором елістінского середньої школи № 1, потім до серпня 1936 року завідувачем навчальної частини інституту підвищення кваліфікації народної освіти. У серпні 1936 року вступив в Москві в аспірантуру Науково-дослідного інституту шкіл РРФСР. Будучи в Москві, викладав калмицьку мову в калмицькій студії ГІТІС. У 1936 році переклав на калмицьку мову роман Олексія Толстого «Хліб». У 1938 році випустив у видавництві «Учпедгиз» свою першу наукову монографію «Граматика калмицької мови».
У 1938 році його дядько, який був відомим калмицьким громадським діячем, був оголошений «ворогом народу» і розстріляний, і Уташ Очіров був змушений залишити свою викладацьку діяльність в ГІТІСі і припинити своє навчання в аспірантурі. Повернувшись до Калмикії, Уташ Очіров з грудня 1937 був призначений науковим співробітником в науково-дослідну комісію при ЦВК Калмицької АРСР по калмицькій мові та літератури. В цей час він займався редагуванням методичних збірників та навчальних посібників. У 1939—1940 роках він випустив «Буквар» калмицькою мовою і «Збірник вправ з граматики калмицької мови».
У вересні 1940 року відновився в аспірантурі, після закінчення якої в липні 1941 року його направили викладати в Калмицький педагогічний інститут. В цей же час він був старшим науковим співробітником калмицького науково-дослідного інституту мови і літератури.
7 жовтня 1941 року був призваний до лав Червоної Армії. Служив в кулеметному розрахунку 71-го стрілецького полку Південного фронту. Влітку 1942 року був поранений і після шестимісячного лікування в госпіталі отримав інвалідність. Після госпіталю прибув на батьківщину, щоб продовжити там своє лікування. У грудні 1942 року був призначений інспектором Наркомосу Калмицької АРСР і в червні 1943 року став завучем Яшкульської школи. У листопаді 1943 року його знову призвали на фронт. У травні 1944 року він був демобілізований у зв'язку з проведенням депортації калмиків. Був направлений на спецпоселення в Омську область. Викладав в школі села Полтавка. З вересня 1944 року викладав в педагогічному училищі. У жовтні 1946 року його звільнили з училища, і він влаштувався на роботу в середню школу № 41 на станції Ісіль-Куль.
Після відновлення Калмицької АРСР Уташ Очіров повернувся на батьківщину і став викладачем відділення калмицької філології при Ставропольському педагогічному інституті. В цей час він став займатися написанням підручників по калмицькій мові, за які він отримав наукове звання доцента по кафедрі російської та калмицької мови Ставропольського педагогічного інституту. З 1957 року видав кілька десятків підручників калмицької мови і літератури для 1 — 10 класів національної школи, хрестоматії з рідної мови та навчальні посібники для студентів. У 1962 році він отримав вчений ступінь кандидата педагогічних наук. У 1964 році був створений Калмицький педагогічний інститут, і Уташ Очиров став працювати в цьому навчальному закладі. Протягом наступного часу Уташ Очиров працював деканом філологічного факультету, завідувачем кафедри калмицької мови і літератури в Калмицьком педагогічному інституті, який в 1970 році був перетворений в Коломацький університет.
У 1964 році написав навчальний посібник «Синтаксис калмицької мови». У 1970 році переклав на калмицьку мову повість Айтматова Чингіза «Перший учитель».
До 1992 року працював в калмицькому державному університеті. Помер в 1994 році в Елісті.

## Вибрані твори
- Граматика калмицької мови, М., 1938;
- Буквар калмицької мови, М., 1939;
- Очіров У. У.  Граматика калмицької мови: Синтаксис / Відп. ред. Г. Д. Санжеев. — Еліста: Калміздат, 1964. — 243 с.

## Джерело
- Один з патріархів калмиковеденя: до 100-річчя У. У. Очірова. — Еліста: ЗАОр «НПП Джангар», 2011. — 368 с. — ISBN 978-5-94587-488-6